# 소코도모
소코도모(sokodomo, 본명: 양승호, 2000년 11월 15일 ~ )는 대한민국의 래퍼이다. 2019년에 <고등래퍼3>에 출연하여 주목을 받았다. 소니 뮤직과 계약한 후 EP WWW.III(2019)와 ...---...(2021)을 발매했다. 2021년에 <쇼미더머니10>에 출연하여 싱글 "회전목마"를 발매했고, 이는 가온 디지털 차트 1위를 기록했다.

## 생애
양승호는 2000년 11월 15일에 서울특별시 영등포구에서 한국인 아버지와 일본 교포 어머니 사이에서 태어났다. 어렸을 때 미국과 브라질 상파울루와 리우데자네이루에서 살았다.
예명 "소코도모"의 뜻은 "한국 어린이"로, 한국(South Korea)의 앞글자와 어린이(こども, 코도모)를 합친 것이다.

## 학력
- 선린인터넷고등학교 (졸업)[2]

## 경력

### 2019-2020: <고등래퍼3> 출연과 소니 뮤직과의 계약
소코도모는 2019년 2월에 랩 경연 TV 프로그램 《고등래퍼 3》에 참가해 주목을 받았다. 싱글 "거울", "U.F.O", "Freedumb", "지구멸망"을 발매했고, 최종 6위로 마무리했다. 6월에 소니 뮤직과 계약했고, 12월에 데뷔 EP WWW.III을 발매했다. 2020년에 한국 힙합 어워즈 올해의 신인 아티스트 후보에 올랐다.

### 2021-2022: <쇼미더머니10> 출연과 "회전목마"
소코도모는 2021년 10월에 랩 경연 TV 프로그램 <쇼미더머니 10>에 출연하여 자이언티와 원슈타인이 피처링한 싱글 "회전목마"를 발매했다. 이는 가온 디지털 차트 1위를 기록하며 소코도모의 노래 중 가장 성공한 노래가 되었다. 세미파이널에서 탈락했다.

## 디스코그래피

### EP
| 제목      | 상세                                                                      | 최고 차트 순위 |
| 제목      | 상세                                                                      | KOR            |
| --------- | ------------------------------------------------------------------------- | -------------- |
| WWW.III   | - 발매일: 2019년 12월 6일 - 레이블: 소니 뮤직 - 형식: CD, 디지털 다운로드 | 78             |
| ...---... | - 발매일: 2021년 5월 11일 - 레이블: 소니 뮤직 - 형식: CD, 디지털 다운로드 | —              |

### 싱글
| 제목                                                                         | 연도 | 차트 최고 순위 | 음반                        |
| 제목                                                                         | 연도 | KOR            | 음반                        |
| ---------------------------------------------------------------------------- | ---- | -------------- | --------------------------- |
| "거울" (with 언텔)                                                           | 2019 | 95             | 고등래퍼 3 팀 대항전 Part 1 |
| "U.F.O" (Feat. 언에듀케이티드 키드)                                          | 2019 | —              | 고등래퍼 3 팀 대항전 Part 3 |
| "Freedumb" (Feat. 김하온)                                                    | 2019 | 98             | 고등래퍼 3 Semi Final       |
| "지구멸망" (Feat. 기린)                                                      | 2019 | —              | 고등래퍼 3 Final            |
| "Go Home" (Feat. 라파마사카)                                                 | 2019 | —              | WWW.III                     |
| "Snow" (with JP)                                                             | 2019 | —              | 비음반 싱글                 |
| "LOL"                                                                        | 2020 | —              | 비음반 싱글                 |
| "Sugar" (with 히치하이커)                                                    | 2020 | —              | 비음반 싱글                 |
| "Genda Phool" (with Badshah, Payal Dev)                                      | 2020 | —              | 비음반 싱글                 |
| "Trouble" (with 던밀스, 노스페이스갓, 카키, 에이체스)                        | 2021 | 7              | 쇼미더머니 10 Episode 1     |
| "회전목마" (Feat. 자이언티, 원슈타인)                                        | 2021 | 1              | 쇼미더머니 10 Episode 2     |
| "Be!" (Feat. 팔로알토, 릴보이)                                               | 2021 | 38             | 쇼미더머니 10 Semi Final    |
| "고생이 많아" (Feat. 자이언티) (with 베이식, 아넌딜라이트, 머드 더 스튜던트) | 2021 | 169            | 쇼미더머니10 Final          |
| "Scar" (with 24k골든)                                                        | 2022 | —              | 비음반 싱글                 |

## 필모그래피

### TV
| 연도 | 제목           | 역할          | 각주  |
| ---- | -------------- | ------------- | ----- |
| 2019 | <고등래퍼3>    | 참가자 (탑 6) | [ 3 ] |
| 2021 | <쇼미더머니10> | 참가자 (탑 8) | [ 7 ] |

## 수상 및 후보
| 시상식           | 연도 | 후보       | 부문                 | 결과 | 각주  |
| ---------------- | ---- | ---------- | -------------------- | ---- | ----- |
| 한국 힙합 어워즈 | 2020 | 소코도모   | 올해의 신인 아티스트 | 후보 | [ 5 ] |
| 한국 힙합 어워즈 | 2022 | "회전목마" | 올해의 힙합 트랙     | 후보 | [ 9 ] |
| 한국 힙합 어워즈 | 2022 | "MM"       | 올해의 뮤직 비디오   | 후보 | [ 9 ] |